# Verka Borisova
Verka Borisova (em búlgaro:  Верка Борисова; 26 de fevereiro de 1955) é uma ex-jogadora de voleibol da Bulgária que competiu nos Jogos Olímpicos de 1980.
Em 1980, ela fez parte da equipe búlgara que conquistou a medalha de bronze no torneio olímpico, no qual atuou em cinco partidas.